# Gone Too Soon
〈Gone Too Soon〉은 마이클 잭슨이 부른 노래이다. 이 싱글은 음반 《Dangerous》에서 가져온 9번째 싱글이며 어린 나이에 에이즈로 사망한 라이언 화이트에게 바친 곡이다.

## 곡 목록
CD single
1. "Gone Too Soon" – 3:22
2. "Human Nature" – 4:06
3. "She's Out of My Life" – 3:38
4. "Thriller" – 5:57

CD promo
1. "Gone Too Soon" – 3:22
2. "Gone Too Soon" (Instrumental) – 3:22